# Lolium arundinaceum
La cañuela alta o festuca alta (Lolium arundinaceum) es una especie de la familia de las gramíneas (Poaceae). Es nativa de Europa y del norte de África. Es una forrajera de clima templado muy importante dentro de los sistemas de producción extensivos de ganado y se la cultiva con ese fin en varios lugares del mundo como Estados Unidos, Argentina, Uruguay y Australia.

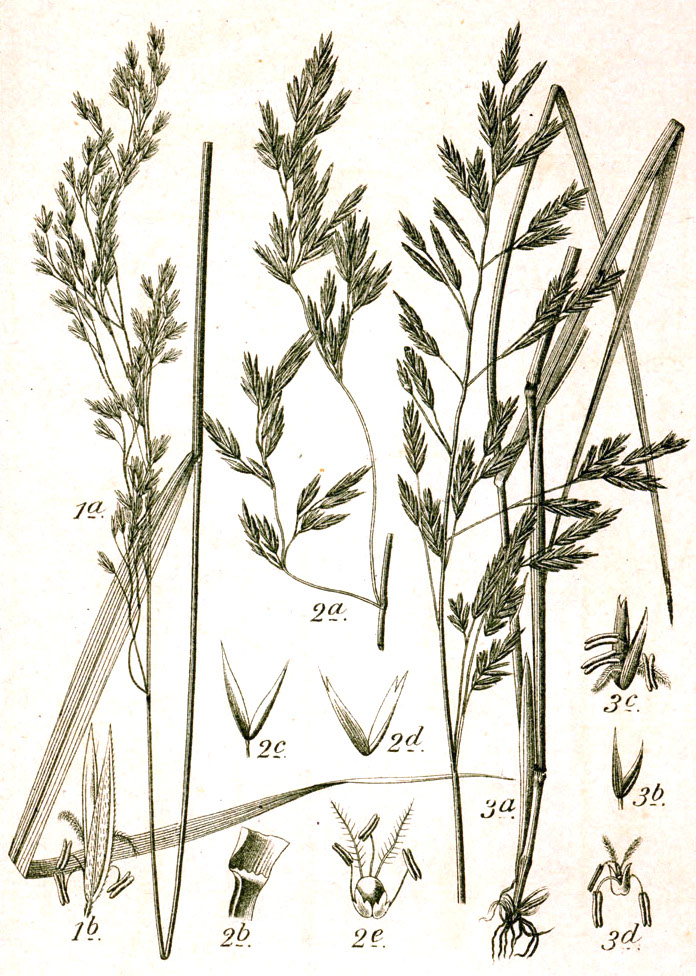
Ilustración central

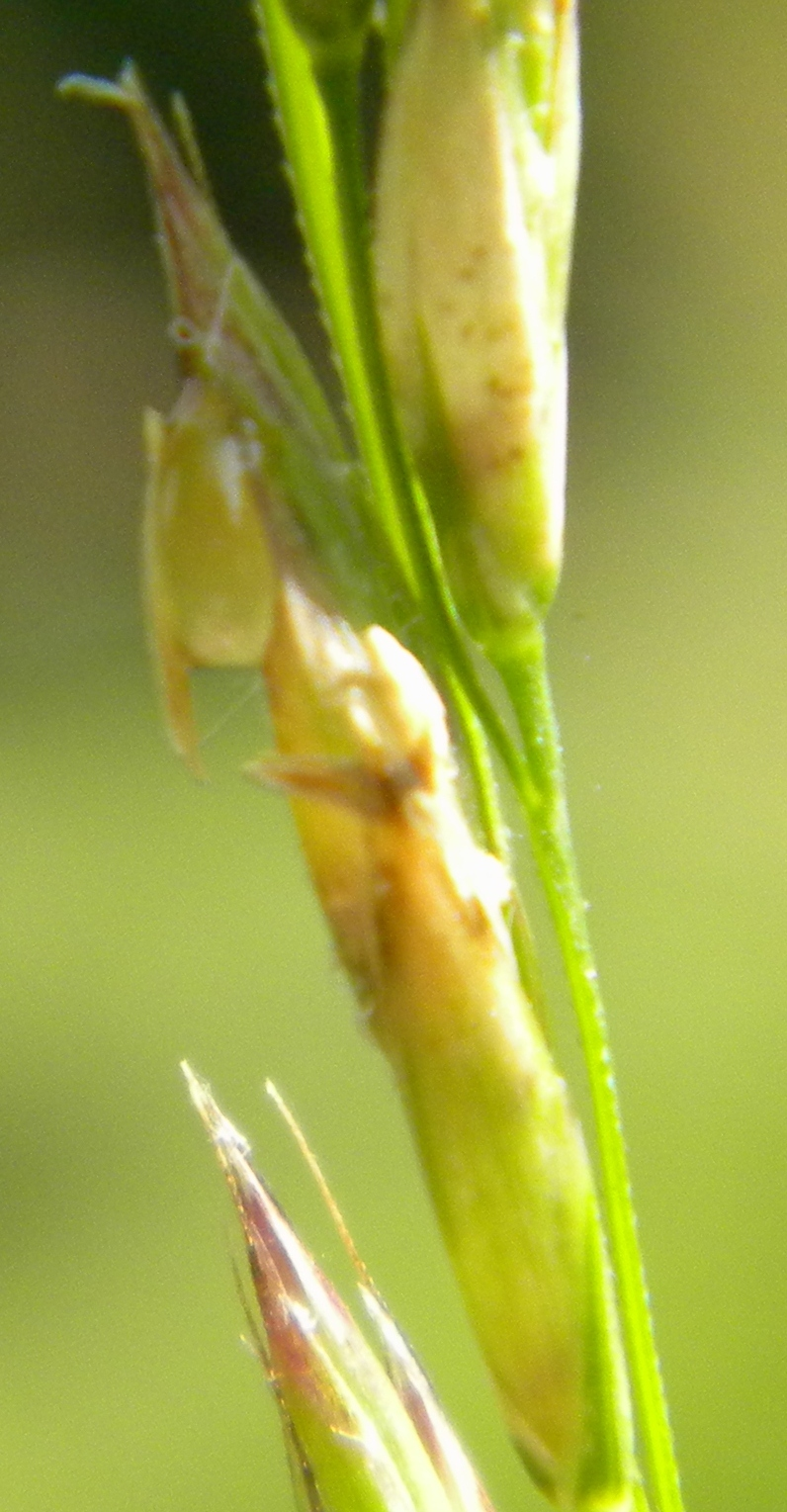
Detalle de la espiguilla

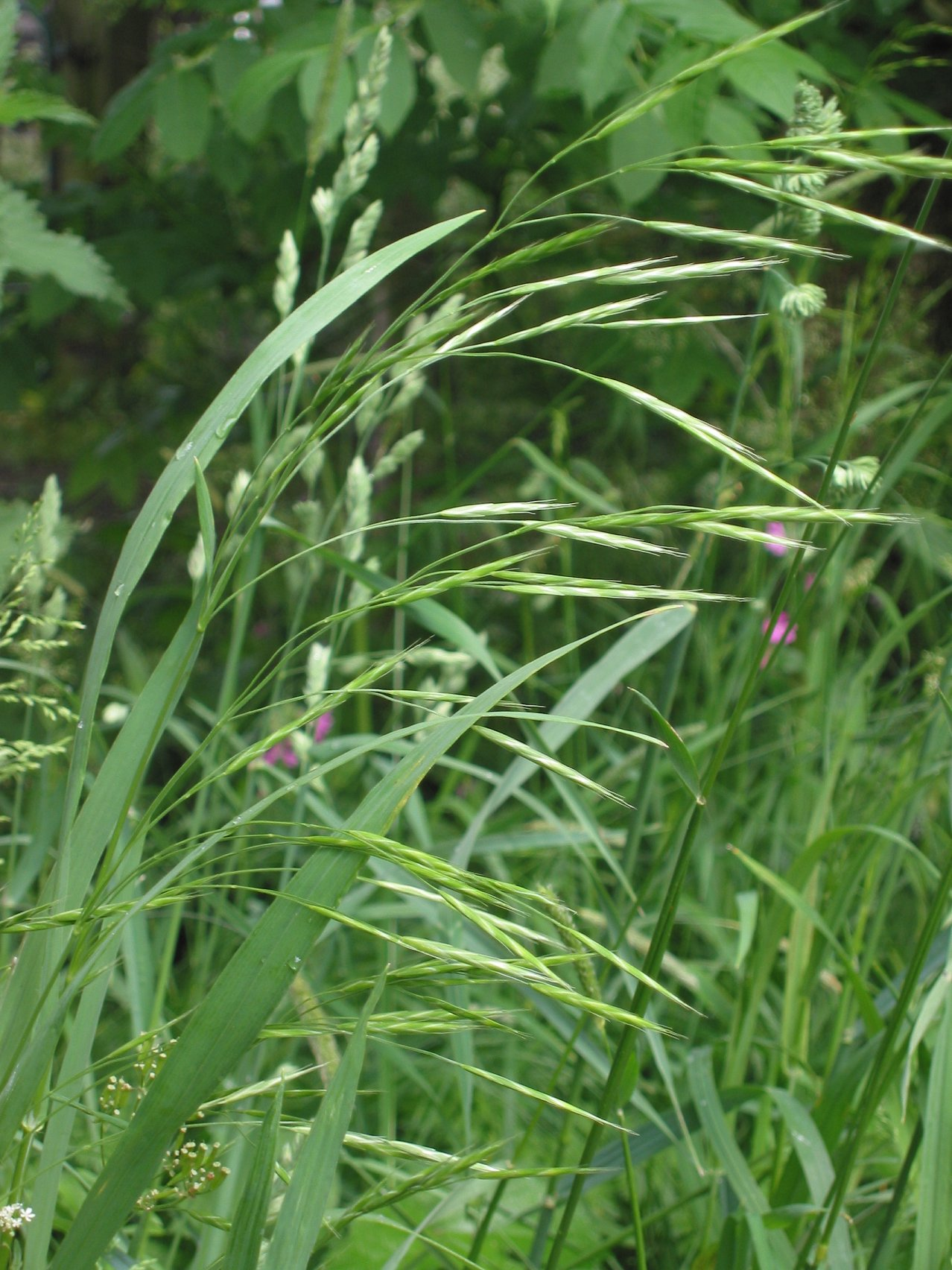
En su hábitat

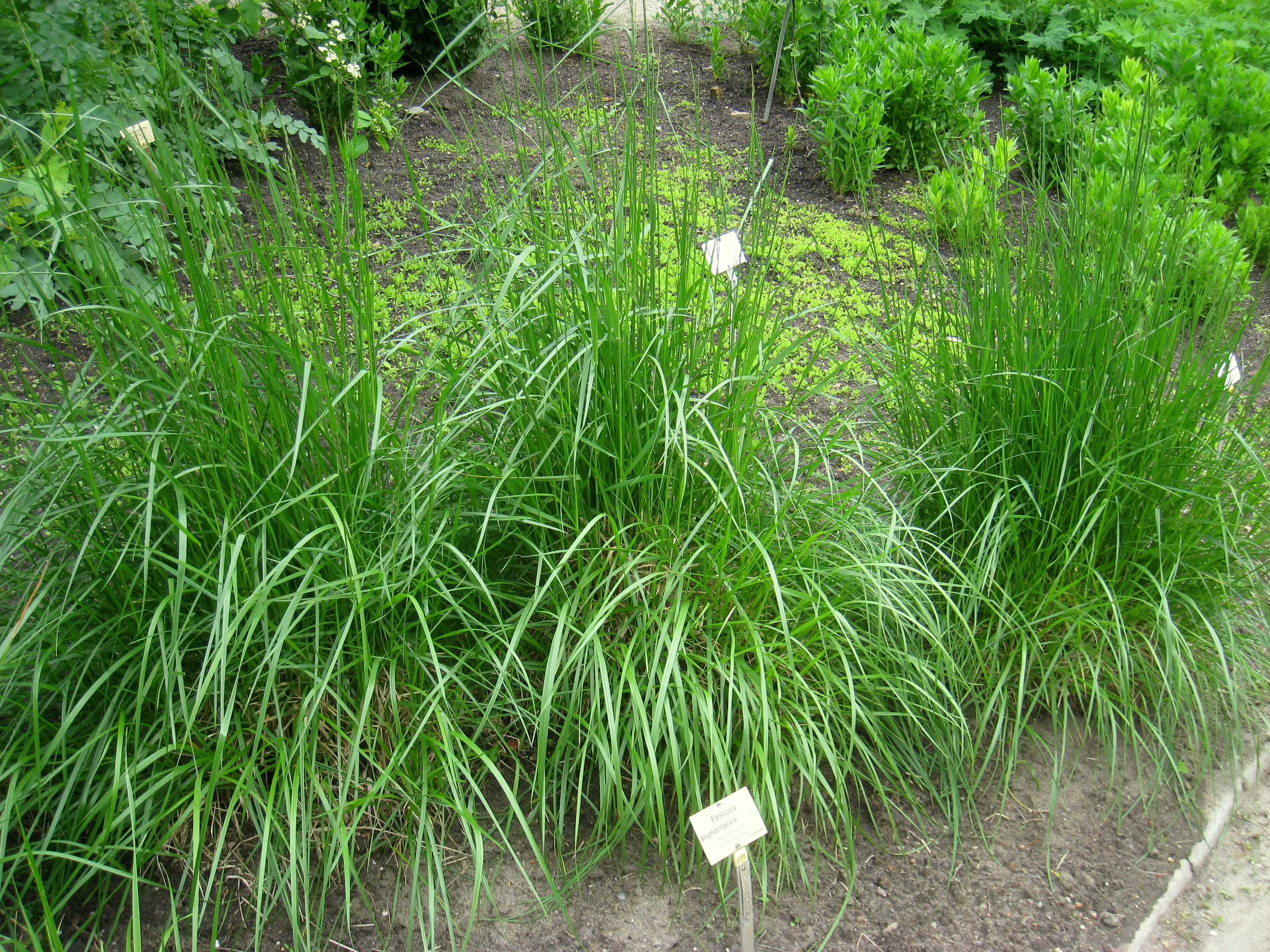
Vista de la planta

## Descripción
Tiene lígula membranosa; aurícula pequeña; las hojas fuertemente surcadas, nervadura central pronunciada; las hojas están enrolladas en el nudo. Las láminas de las hojas son de 3 a 12 mm de ancho y de 1 a 6 dm de longitud. Son prominentemente rugosas en la cara superior y brillantes en el envés. Las hojas son más angostas en la punta, y los márgenes son irregulares y cortantes al tacto. Las vainas de la hoja son suaves, divididas y rojizas en la base.
Presenta collar, que es una banda de tejido meristemático que logra incrementar la longitud de la hoja. Una vez que la lámina tiene su máxima longitud, las células en el collar cesan de dividirse. La región del collar de la festuca alta es distintiva. Las aurículas son redondas con vellos finos. La lígula es corta y membranosa, mide hasta 2 mm.
De hábito cespitoso ya que presenta rizomas cortos; la inflorescencia es una panoja hasta de 5 dm, normalmente de 1 a 3 dm. Las panojas o panículas varían de abiertas y ramificadas sin orden a muy angostas. Las ramificaciones cortas tienen varias espiguillas. Las espiguillas son desde elípticas a oblongas, de 1 a 2 cm. Cada espiguilla tiene de 3 a 10 flósculos. Sin embargo,
aproximadamente solo la mitad de los flósculos produce semilla. Los flósculos dentro de las espiguillas están interconectados por el eje central o raquilla. Segmentos de la raquilla se encuentran en cada flósculo maduro (semilla).
Los tallos florales son huecos, compuestos de nudos y entrenudos y se denomina comúnmente "cañas". Las cañas usualmente son erectas, fuertes, suaves y hasta de 2 m. El segmento superior del tallo, que mantiene la panoja, es el pedúnculo. La base del tallo normalmente es rojiza.
Lolium arundinaceum es un hexaploide con 2n=6x=42.

### Biología y fenología
Presenta dos épocas de siembra que depende, fundamentalmente, del clima de la región. Puede sembrarse en otoño, en la primera quincena de septiembre. En este caso, la producción sería baja en primavera pero óptima en a partir del verano. Si se siembra en primavera, las fechas más indicadas es a finales de febrero para conseguir un buen establecimiento y poder competir con la vegetación espontánea. Sin embargo, no se obtendrían unos buenos rendimientos hasta el otoño siguiente.
En el caso de la siembra de otoño, el ciclo fenológico se caracteriza por el comienzo del crecimiento a finales del invierno. En primavera, el crecimiento es óptimo, y tras el aprovechamiento del encañado mediante siega o pasto, la festuca alta vuelve a rebrotar de manera óptima. Pero la época más importante y más rentable de la festuca alta es el verano, dónde su crecimiento supera incluso al del ray-grass y al dactilo, dado que tiene una buena adaptación a zonas calurosas siempre y cuando disponga de riego. En otoño el crecimiento continúa hasta mediados de invierno y dependiendo de la variedad, puede sufrir parón vegetativo.

### Usos
Especie microterma, muy usada en tapices herbáceos poco tolerantes al calor, sequedad y sombra. Permanece verde todo el año, y resiste muchas enfermedades, soporta muy bien el corte y persiste aunque haya bajo mantenimiento. Prefiere suelo fértil, con pH de 6 a 6,5 (límites 4,5 a 9,5)
Para obtener una pastura de buena calidad hay que mantenerla siempre con altura baja con altas cargas. En verano permanece verde aún con escasa humedad. Se consocia bien con agropiro, falaris, trébol blanco, trébol rojo y alfalfa. Es ideal para campos de cría e invernada.
Su principal limitación productiva es la posible presencia de una enfermedad llamada festucosis; se trata de una infección con un hongo, Neothypodium coenophialum, que genera una intoxicación sobre los animales que la consumen. Esta intoxicación genera una serie de síntomas clínicos, que resultan en bajas en la producción de carne o leche, e incluso la muerte de animales. Para evitar su infestación, debe analizarse la semilla previamente a su siembra.
Existen algunas técnicas de control de los efectos de la festucosis, pero en cualquier caso en preferible no introducir la enfermedad en los campos que no posean poblaciones de Festuca.
Luego de implantada, su primer pastoreo debe ser corto en duración, dejando un remanente de 1.500 kg de MS/ha o 5 cm de altura, para poder volver a pastorearla cuando alcance los 15 cm de altura. En primavera se debe mantener con una altura de 5 a 15 cm de remanente, con una frecuencia de pastoreo de 15 a 20 días. Durante el primer otoño luego de la siembra no se debe pastorear a menos de 3 cm, ni dejar que la planta crezca a más de 15 cm. Esto se debe a que en este período la planta desarrolla mucha cantidad de macollos. Por lo tanto será de vital importancia efectuar fertilizaciones en el otoño para el desarrollo de estos macollos.
Para mantener una excelente calidad forrajera durante su crecimiento vegetativo, las hojas deben ser pastoreadas antes de cumplir 20 a 30 días de producidas, ya que luego su calidad declina, debido a la mayor mortandad de hojas y macollos. Durante la etapa reproductiva (septiembre a noviembre), se debe favorecer el desarrollo de nuevos macollos eliminando el tallo reproductivo antes de su floración; esto es fundamental para asegurar la producción estival. Si el verano es seco, se debe disminuir la frecuencia de pastoreo para proteger la supervivencia de las plantas.

### Interés y aprovechamiento forrajero (España)
Lolium arundinaceum se utiliza en praderas combinadas con leguminosas y gramíneas. En zonas del Sur de España, la combinación con Medicago sativa (alfalfa) forma una combinación duradera y de producción estable. En zonas Centro y del Norte de España, la combinación con Trifolium repens (trébol blanco) permite que le manejo de la pradera sea más fácil ya que no produce meteorismo.
Como gramínea, se puede utilizar con Dactylis glomerata L. (dactilo) pero puede diferencias de ciclo y crecimiento estacional. Si la pradera es pastoreada, puede haber problemas por selectividad del ganado pudiéndose formar, macollas de festuca. Pero si se hace un buen manejo de la pradera y se hacen alternancias de siega y pastoreo, se puede mantener un equilibrio de especies. También se puede hacer una pradera combinada con festuca, dactilo, trébol blanco y/o alfalfa en caso de sea de regadío.
Como ventajas de su uso, está la buena calidad del forraje en rebrote de primavera que puede ser aprovechado por pastoreo. Además, presenta una reposición rápida de sus reservas después de la defoliación de modo que se puede llevar un sistema de explotación intensivo y frecuente siempre y cuando se dejen intervalos entre aprovechamientos de 3-4 semanas. Presenta una alta adaptabilidad al medio y con un buen manejo, se pueden obtener rendimientos superiores al de otras gramíneas siendo su producción de hasta 10 t mat.seca/ha. Además, su alta precocidad en primavera permite que pueda establecerse rápidamente y competir por los recursos con la vegetación espontánea. Como desventajas de su uso, está la palatabilidad que en épocas adversas como calor excesivo y sequía en verano o heladas en invierno, puede verse incrementado por el endurecimiento de los tallos y de las hojas. Además, si se efectúa un pastoreo continuado, puede haber agotamiento de reservas y llegar, incluso a la muerte de la planta.

## Variedades

### Variedades estadounidenses
La primera variedad de festuca alta en EE. UU. fue "Alta", por selección, en 1918 en Oregon. "Kentucky 31" fue colectada en Kentucky en 1931 y fue la principal fuente de semilla de festuca alta durante su rápida adopción en los 1950s y
1960s. En 2007 aún es la variedad predominante en las praderas en la zona de transición.
Fawn fue desarrollada en Oregon en 1954, habiendo aumentado la
producción de forraje y semilla. Kenhy, liberada en Kentucky en 1977, fue el primer híbrido de festuca alta y raigrass anual (llamado Festulolium): superior a Kentucky 31 en producción, color y calidad.
Desde principios de 1980’s, los genetistas de festuca alta han liberado muchas variedades nuevas que contienen un nivel bajo (menos de 5%) del hongo endófito que produce la festucosis. 
Las variedades de festuca alta están agrupadas en tres categorías de
madurez: tempranas, intermedias y tardías. Estos grupos son algo útiles, pero existe un substancial solapamiento entre ellos.

### Variedades argentinas
- "El Palenque" INTA (pública): fue seleccionada en el INTA Pergamino, a partir de material proveniente de Oregon (EE. UU.). Se caracteriza por su alta rusticidad, muy buena productividad (en especial en primavera), gran vigor de plántula y alta persistencia.
- "El Palenque Plus INTA" (Produsem): cultivar sintético obtenido por policruzamiento de clones selectos derivados de la población. El Palenque concentra todas las características de adaptación y persistencia de la población de origen.
- "Flexible" (Los Prados): posee gran velocidad de implantación y alta flexibilidad de su hojas relacionadas con alta digestibilidad.
- "Johnstone" (Barenbrug-Palaversich): con hojas finas y muy apetecibles que la diferencia del resto de las festucas. Gran vigor de implantación.
- "Au Triumph" (Gentos): de crecimiento otoño-inviernal y alta productividad vigorosa implantación. Menos macolladora y menos agresiva en consociaciones. informativas electrónicas/HOJA 08/HOJA 8.htm

## Taxonomía

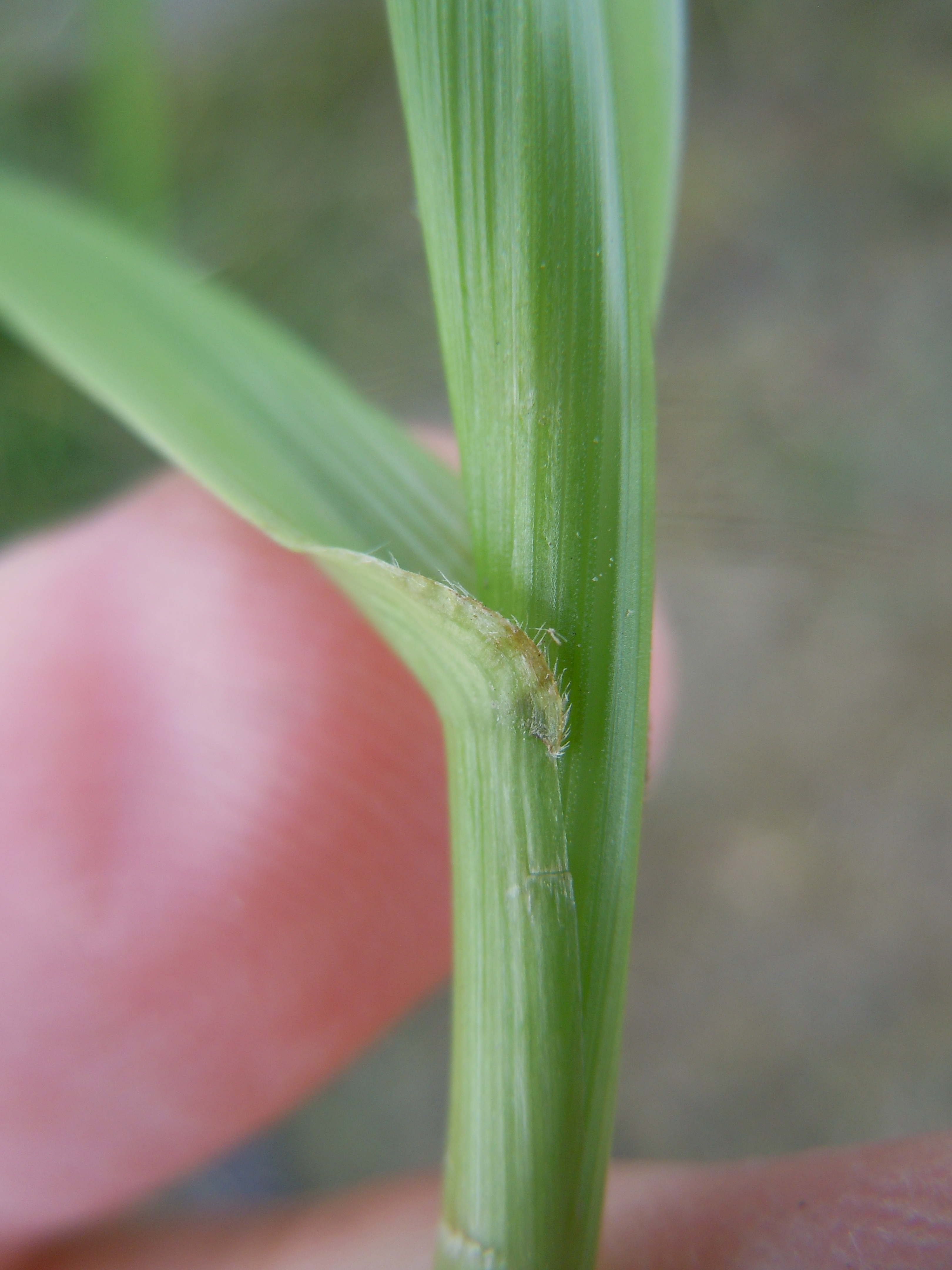
Detalle de la planta

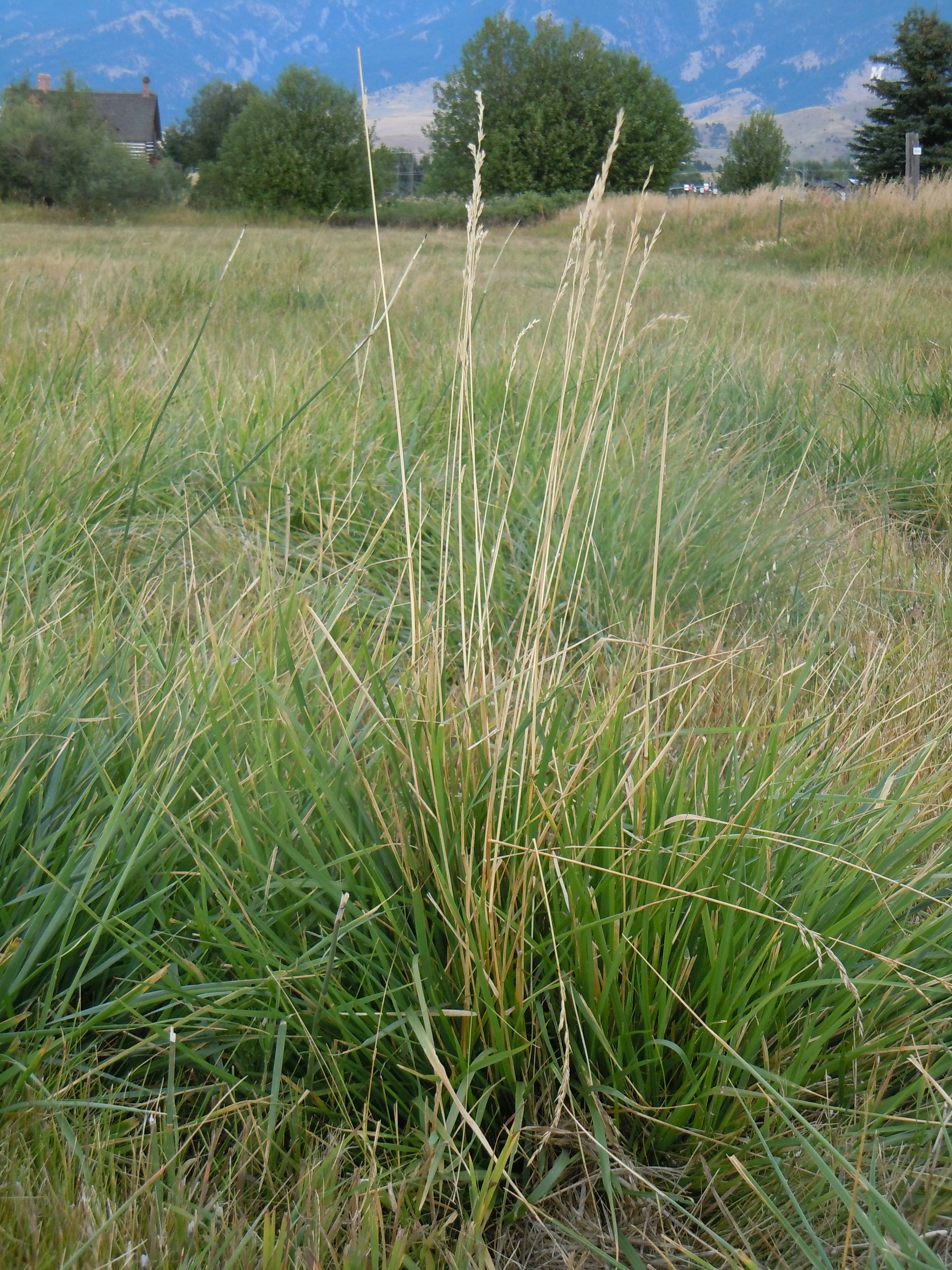
Vista de la planta en su hábitat

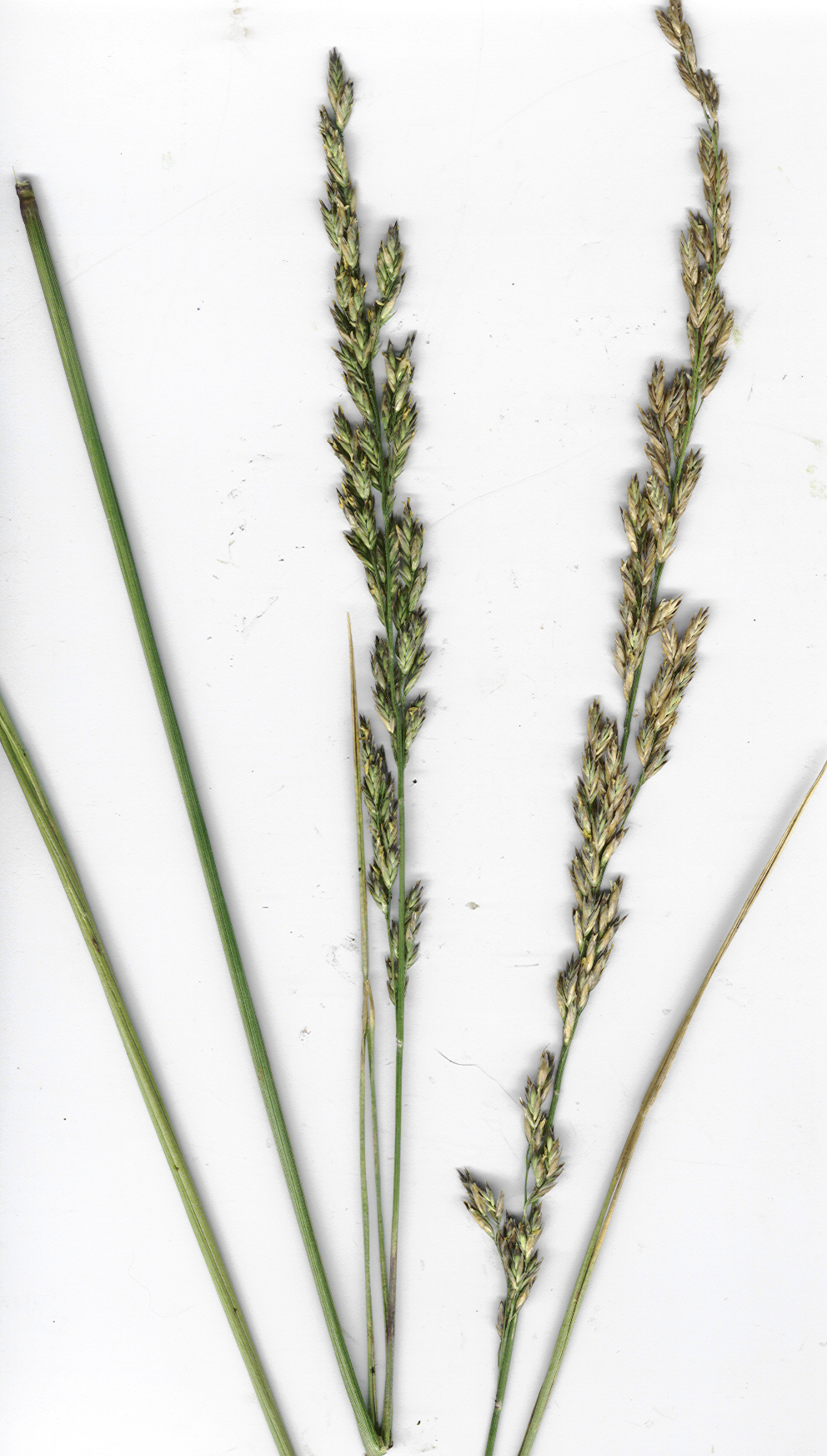
Espigas

Esta especie fue descrita inicialmente como Festuca arundinacea por Johann Christian Daniel von Schreber en Spicilegium Florae Lipsicae 57, en 1771, hoy en día es tanto un sinónimo como un basónimo. Finalmente, sería descrita como Lolium arundinaceum por Stephen J. Darbyshire y publicada en Novon 3(3): 241, en 1993.

#### Citología
Número de cromosomas de Lolium arundinaceum y taxones infraespecíficos: n=21.

#### Etimología
Lolium: nombre genérico dado por Virgilio a una maleza problemática.
arundinaceum: epíteto latino que significa "de color rojo".

#### Sinonimia
- Aira oryzetorum Spreng.
- Avena secunda Salisb.
- Brachypodium interruptum (Desf.) Roem. & Schult.
- Bromus arundinaceus (Schreb.) Roth
- Bromus decolarans Rchb.
- Bromus elatior (L.) Koeler
- Bromus elatus Gueldenst. ex Ledeb.
- Bromus littoreus Retz.
- Bucetum elatius (L.) Parn. [Unplaced]
- Festuca articulata De Not. ex Parl.
- Festuca arundinacea Schreb.
- Festuca caerulescens Ten.
- Festuca cretica Hack. Ex Nyman
- Festuca decolorans Mert. & W.D.J.Koch
- Festuca decolorans (Rchb.) Mert. & Koch ex Kunth
- Festuca elatior L.
- Festuca fenas Lag.
- Festuca interrupta Desf.
- Festuca laxa Gaudin
- Festuca littorea (Retz.) Lilj.
- Festuca loliacea Lam.
- Festuca mediterranea (K.Richt.) Rouy
- Festuca orientalis (Hack.) V.I.Krecz. & Bobrov
- Festuca oryzetorum Pollini
- Festuca pauneroi Cebolla, López Rodr. & Rivas Ponce
- Festuca phoenix (Scop.) Vill.
- Festuca pseudololiacea Hack.
- Festuca pseudololiacea FRIES
- Festuca regeliana Pavlov
- Festuca regelii Pavlov
- Festuca simplex Boiss. & Bal.
- Festuca tenax Link
- Festuca uechtritziana Wiesb.
- Gnomonia elatior (L.) Lunell
- Lolium festuca Raspail
- Poa curvata Koeler
- Poa elatior (L.) Moench
- Poa fenas (Lag.) Steud.
- Poa kunthii Lindm.
- Poa phoenix Scop.
- Poa remota Kunth
- Poa tenax Link
- Poa uliginosa Willd. ex Spreng.
- Schedonorus arundinaceus (Schreb.) Dumort.
- Schedonorus elatior (L.) P.Beauv.[3]
- Schedonorus interruptus (Desf.) Tzvelev
- Schedonorus littoreus (Retz.) Tzvelev
- Schedonorus phoenix (Scop.) Holub
- Schedonorus uechtritzianus (Wiesb.) Holub
- Tragus elatior (L.) Panz.
- Tragus elatior Panz. ex B.D. Jacks.
- Tragus loliaceus (Lam.) Panz. ex B.D.Jacks.[8][9]

## Nombre común
- Castellano: cañuela, cañuela alta, fanás, festuca, festuca alta, lastón.[10]